# I Loved You at Your Darkest
I Loved You at Your Darkest è l'undicesimo album del gruppo musicale polacco Behemoth, pubblicato nel 2018.

## Tracce
1. Solve – 2:04
2. Wolves ov Siberia – 2:54
3. God = Dog – 3:58
4. Ecclesia Diabolica Catholica – 4:49
5. Bartzabel – 5:01
6. If Crucifixion Was Not Enough... – 3:16
7. Angelvs XIII – 3:41
8. Sabbath Mater – 4:56
9. Havohej Pantocrator – 6:04
10. Rom 5:8 – 4:22
11. We Are the Next 1000 Years – 3:23
12. Coagvla – 2:04
13. O Pentagram Ignis (Traccia bonus dell'edizione giapponese) – 4:49

Durata totale: 51:21

## Formazione
Gruppo
- Nergal – voce, chitarra
- Tomasz "Orion" Wróblewski – basso
- Zbigniew Robert "Inferno" Promiński - batteria
- Seth - chitarra

Altri musicisti
- Dziablas - seconda voce
- Michał Łapaj - organo hammond
- Krzysztof "Siegmar" Oloś - campionamenti